# Royal Baden
Das Royal Baden ist ein Kulturhaus in der Stadt Baden in der Schweiz.
Es wurde im Jahr 1913 als Kino gegründet, damals noch unter dem Namen «Radium». Im Jahr 1935 wurde es von Eugen Sterk aufgekauft und später in seinen Familienbetrieb eingegliedert. Seit 2011 wird das Gebäude für ein kulturelles Programm genutzt. Heute ist das Kino im Besitz der F. Aeschbach AG.

## Geschichte als Kino
Das Royal Baden wurde als ältestes freistehendes Kino der Schweiz am 1. Juni 1913 gegründet. Gründerin war die Pariserin Marie Antoine, während Architekt Arthur Betschon den Bau leitete. Das Kino wurde unter dem Namen Cinema Radium als Reaktion auf das 1912 vom Stadtrat erlassene Kinoverbot gegründet. Dieser fand es wegen des katholischen Glaubens, der in Baden überwiegend herrschte, unsittlich. Die Kinos wurden auch von Lehrern und Pfarrern bekämpft. Trotzdem erreichte Marie Antoine mit der Hilfe des Regierungsrats, dass das Kinoverbot abgeschafft wurde. Nach der Eröffnung sahen 400 Leute den Film «Die letzte Liebe einer Königin» mit Sarah Bernhardt. Trotz der Bemühungen von Marie Antoine durften die Filme allerdings nur unter strenger polizeilicher Aufsicht gezeigt werden, da in Baden das Zeigen von Mord-, Raub- und Ehebruchszenen verboten war. Dazu kam auch noch, dass solche Szenen in Aarau erlaubt waren und mit den Kinos «Sterk» im Jahr 1923 und «Orient» im Jahr 1928 Konkurrenz in Baden aufkam. Im Jahr 1935 kaufte Eugen Sterk, Neffe des Zürcher Kinopioniers Jean Speck, die Kinos «Orient» und «Radium» auf und benannte das «Radium» in «Royal» um. 1951 gründete Eugen Sterk dann die Eugen Sterk Lichtspieltheater AG Baden, in deren Besitz das Royal fortan war. Bis im Jahr 2008, wo das Kino Sterk nach seiner Sanierung und Umbauung wiedereröffnet wurde, blieb das Royal als Kino aktiv. In seinen letzten Jahren als Kino war es ein Studiokino mit rund 160 Sitzplätzen. Es konnte bis im Jahr 2010, wo es an die F. Aeschbach AG verkauft wurde, für Einzelanlässe gemietet werden. Ende November 2010 wurden dann Pläne entdeckt, das Royal abzureissen und 13 Parkplätze dort hinzustellen. Durch 4000 Unterschriften und eine Liste mit regionalen und nationalen Filmemachern, die das Royal vor dem Abriss bewahren wollten, wurde der Abriss verhindert. Unter Jubel verkündete der Stadtammann diese Nachricht und somit war der Weg für ein kulturelles Programm im Gebäude geebnet.

## Kulturhaus Royal
Seit 2011 veranstaltet der gemeinnützige Verein Royal Baden ein abwechslungsreiches Kulturprogramm, das unter anderem Musik, visuelle Künste, Literatur, einen Flohmarkt, Podien, Skandalfilme und Deutschkurse beinhaltet. Hier finden auch Schweizer Filmschaffende eine Leinwand für Filme, die es wahrscheinlich nicht in die kommerziellen Kinos geschafft hätten. Nachdem der Vertrag für die kulturelle Zwischennutzung schon einmal verlängert worden war, wollte die Zuriba AG im Jahr 2016 den Vertrag nicht noch einmal verlängern, obwohl die Bevölkerung und die Stadt Baden für eine Vertragsverlängerung war und das Royal immer noch viele Besucher hatte. Die Stadt gab noch das Versprechen ab, dafür zu sorgen, dass das Programm an einem anderen Ort weitergeführt werden konnte, doch in der Umgebung liess sich nichts Vergleichbares finden. Dann haben sich der Stadtrat und der Eigentümer doch noch darauf geeinigt, den Vertrag zu verlängern, da die Zuriba AG noch keine Verwendung für das Gebäude fand. Der neue Vertrag lief allerdings Anfang 2018 aus und die Zuriba AG wollte das Gebäude abreissen und das Grundstück neu überbauen. Diesmal waren 7000 Unterschriften, ein Protestmarsch und lange Verhandlungen nötig, um eine Vertragsverlängerung zu ermöglichen. Die Leute, die das Royal erhalten wollten, forderten endlich eine längerfristige Lösung. Im Spätsommer 2017 unterzeichneten der neue Betriebsverein "Kulturhaus Royal" und die Zuriba AG einen Vertrag bis 2038 – neu zu einem marktüblichen Mietzins – und das Kulturhaus war ein weiteres Mal gerettet.

## Rapid Rave
Einmal im Monat findet am Mittwochabend für genau 120 Minuten ein Rave im Royal statt, der für jung und alt zugänglich ist. Harte Bässe und spannende Menschen sind zwei der vielen Dinge, die man erlebt, wenn man sich an diesem Abend nicht für das Bett, sondern für die Party entscheidet. Die Idee einer Party unter der Woche gab und gibt es schon lange. Ein gutes Beispiel dafür ist der Nordstern in Basel. Den Erfolg dieses Spektakels erklären sich die Veranstalter damit, dass es noch nichts vergleichbares in der Umgebung von Baden gibt. Was den Reiz dieser zweistündigen Musikveranstaltung ausmacht, ist bestimmt auch die beschränkte Dauer, welche mehrere Gründe hat: Einerseits möchte man keine Anzeige wegen Ruhestörung bekommen und anderseits reichen zwei Stunden geballte Technomusik in vollster Lautstärke auch. Bewusst möchten die Veranstalter eine Nonprofit-Organisation bleiben und fahren gut damit, den Eintritt zu erlassen. Ihnen sei es wichtig, die kulturelle Vielfalt in Baden weiterhin aufrechtzuerhalten und zu gestalten. Die Musikrichtung ist nicht jedermenschs Sache. Viele Besucher bestätigen, dass sie kein Techno in ihrer Freizeit hören, doch bei dieser Atmosphäre mache es einfach Spass.